# Contea di Waroona
La contea di Waroona è una delle cinque Local Government Areas che si trovano nella regione di Peel, in Australia Occidentale. Essa si estende su di una superficie di circa 832 chilometri quadrati ed ha una popolazione di 3.451 abitanti.